# إدوين ويليام هيرست
إدوين ويليام هيرست (بالإنجليزية: Edwin William Hurst)‏ هو ضابط أمريكي، ولد في 1910، وتوفي في 1942.